# Vindalum
Vindalum o Vindalium (en grec antic Οὐίνδαλον segons Estrabó) era una ciutat de la Gàl·lia Narbonesa on Gneu Domici Ahenobarb va derrotar els al·lòbroges el 121 aC.
Estava situada a la confluència del riu Sulga (l'actual Sorga) amb el Roine. Luci Anneu Flor anomena a aquest riu Vindalicus o Vindelicus. La ciutat podria ser l'actual Vedena, a 1,5 km de la confluència dels dos rius, o el Port de la Traille, a la mateixa confluència.